# Wouter Pietersz. II. Crabeth

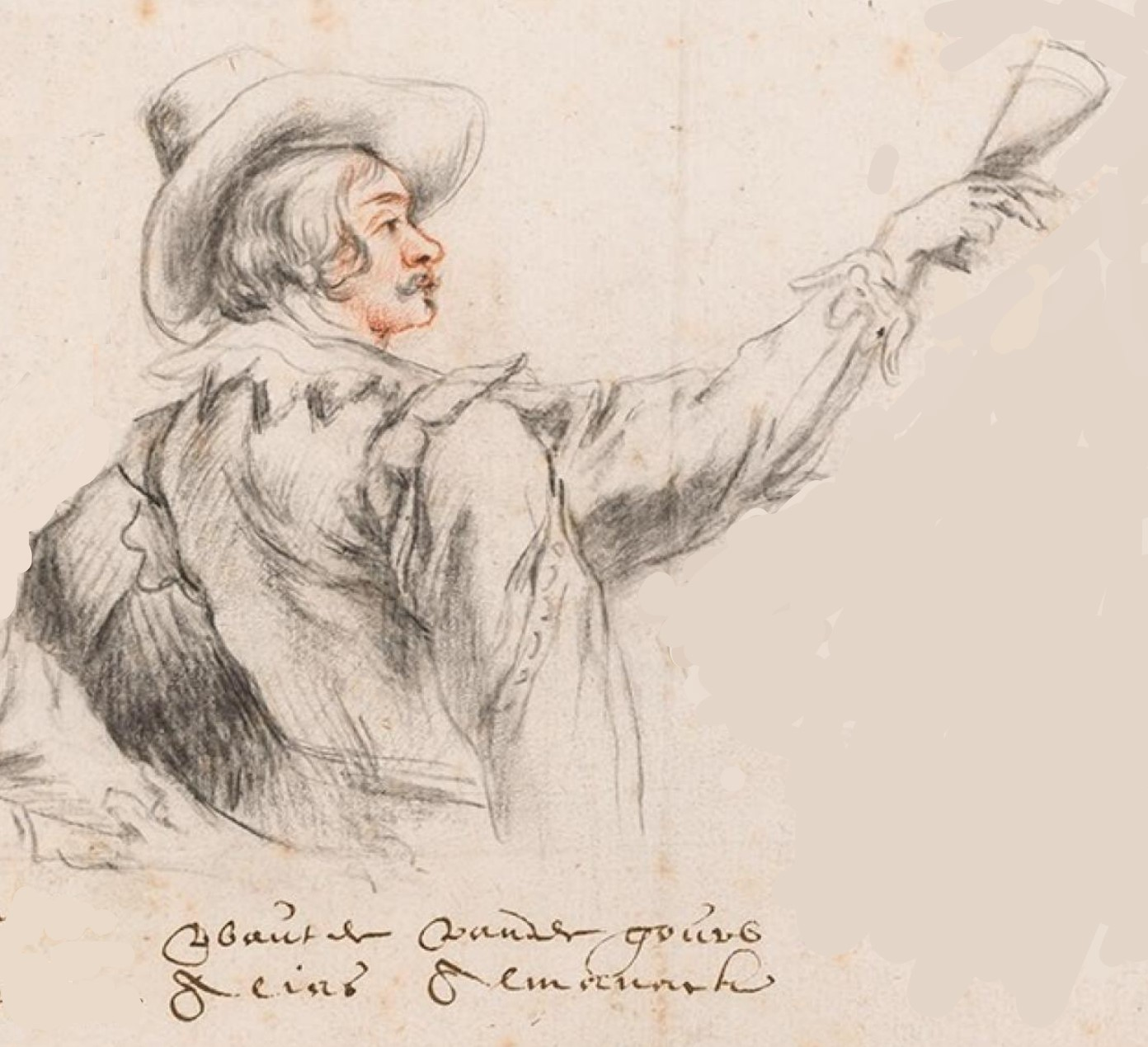
Wouter Crabeth oder „Wouter van der Gou“ alias de „Almanack“

Wouter Pietersz. II. Crabeth (* um 1593 / 94 in Gouda; † 18. Juni 1644 in Gouda) war ein holländischer Maler.
Wouter Pietersz. II. Crabeth war ein Mitglied der bekannten Maler- und Glasmaler-Familie Crabeth. Er war ein Sohn des Schöffen und Bürgermeisters Pieter Crabeth, der wiederum Sohn des bedeutenden Glasmalers Wouter Crabeth war. Ausgebildet wurde er von Cornelis Ketel in Gouda (Onkel des bekannteren Cornelis Ketel in Amsterdam) und vermutlich von Abraham Bloemaert in Utrecht.
Ab 1613 unternahm er eine ausgedehnte Reise nach Frankreich und Italien. 1615 weilte er in Paris, 1616 in Aix-en-Provence und ab 1619 in Rom, wo er auf Leonaert Bramer traf. 1626 kehrte er nach Gouda zurück, wo er noch im selben Jahr Mitglied der Bürgerwehr wurde. 1628 heiratete er Adriana Gerritsdr. Vroesen, die Tochter eines der Bürgermeister von Gouda. Etwa zur gleichen Zeit erhält er den Auftrag, für die katholische Kirche St. Jan Baptist und die religiöse Gemeinde Catharinagasthuis zwei Altarbilder zu malen, die sich heute im Museum Het Catharina Gasthuis in Gouda und im Rijksmuseum in Amsterdam befinden. Beide Tafeln, eine Himmelfahrt Mariae und ein Ungläubiger Thomas, weisen starke italienische Einflüsse auf und stehen der Kunst Caravaggios nahe. 1631 und 1641 folgten zwei weitere Altarbilder für die Kirche St. Jan Baptist, die sich heute im selben Museum befinden.

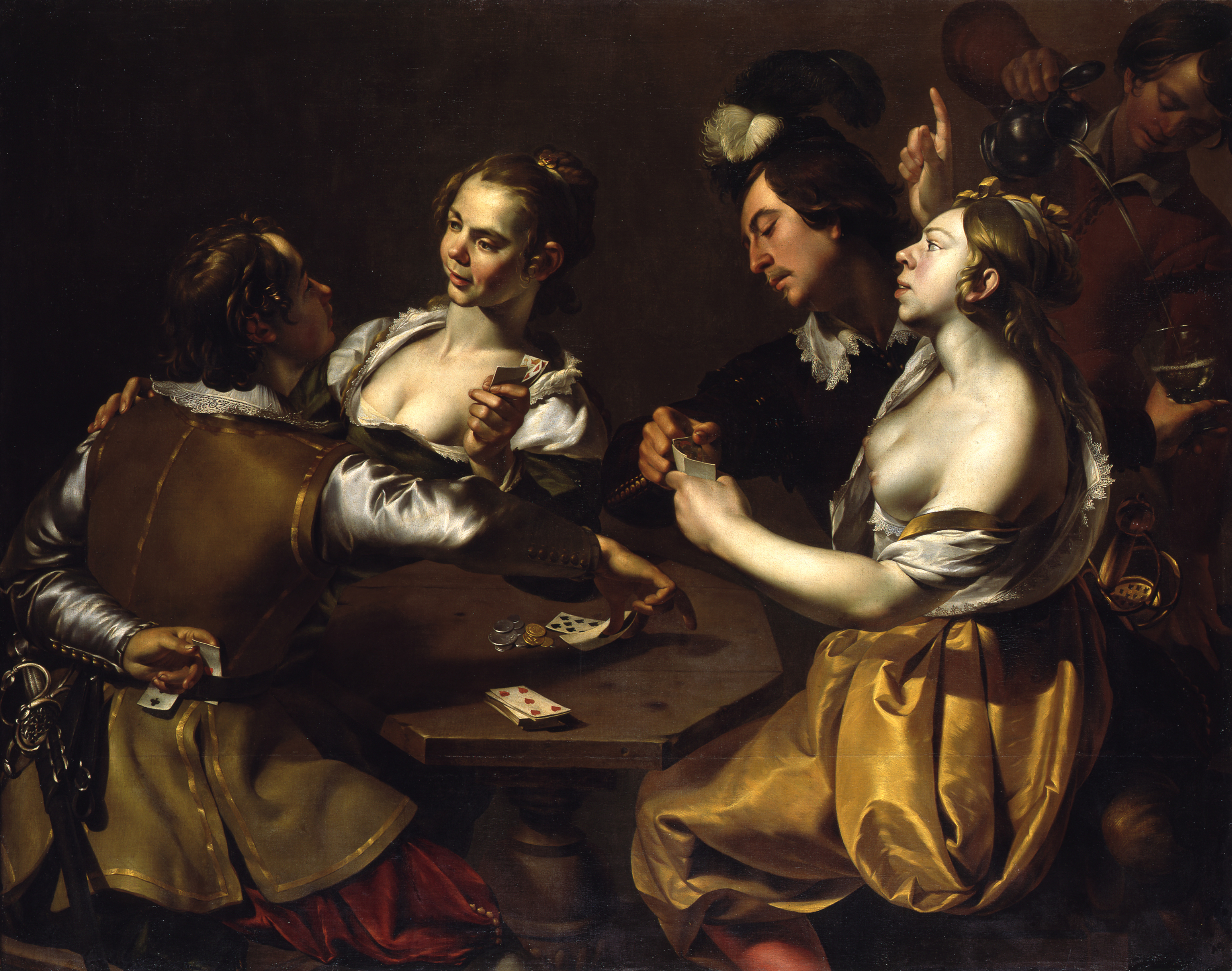
Die Falschspieler

Neben Altarbilder malte er vor allem Genreszenen mit Kartenspielern und Hirten, die ganz im Geiste Caravaggios stehen. Diese Werke entstanden mehrheitlich wohl kurz nach seiner Rückkehr nach Gouda. Es haben sich nur wenige Werke erhalten. Zu seinen Schülern zählen Johannis Adriaensz. Duif und Dirk de Vrije. Er war der bedeutendste Künstler, den Gouda im 17. Jahrhundert hervorgebracht hat.

## Werke
- Amsterdam, Rijksmuseum
  - Der unglübige Thomas. (als Leihgabe im Museum Het Catharina Gasthuis in Gouda)
- Antwerpen, Königliches Museum der Schönen Künste
  - Flötespielendes Paar.
- Berlin. Gemäldegalerie
  - Die Falschspieler.
- Berlin. Gemäldegalerie
  - Die Grablegung Christi. (wahrscheinlich 1945 zerstört)
- Budapest, Szépmüvézeti Muzeum
  - Musizierende Gesellschaft.
- Gouda, Museum Het Catharina Gasthuis
  - Die Himmelfahrt Mariae. 1628
  - Die Anbetung der Könige. 1631
  - Die Hochzeit von Kana. 1641
  - Gruppenbildnis von Oberst Harmanus Herberts und seinen Offizieren. 1642
- Warschau, Muzeum Narodowe
  - Die Kartenspieler.
- Verbleib unbekannt
  - Die Kartenspieler. (am 17. Januar 1992 bei Sotheby's in New York versteigert)
  - Die Trinker. (zugeschrieben – am 11. März 1999 bei Marc-Arthur Kohn in Paris versteigert)